# Acetato di nerile
L'acetato di nerile è un monoterpene ed è l'estere dell'acido acetico con il nerolo. È il costituente presente in maggiore quantità nell'olio essenziale di elicriso. 
Può essere ottenuto o per distillazione frazionata di oli essenziali poco pregiati o facendo reagire il nerolo con acido acetico.
Trova applicazione in profumeria ma a volte viene aggiunto a scopo fraudolento ad essenze pregiate, ad esempio di elicriso, per aumentarne il valore commerciale.